# V League 2012
La V League 2012 è stata la 29ª edizione della massima competizione nazionale per club del Vietnam, la squadra campione in carica era il Câu lạc bộ Bóng đá Sông Lam Nghệ An.
| Club                    | Città            | Stadio              | Manager                 |
| ----------------------- | ---------------- | ------------------- | ----------------------- |
| Becamex Bình Dương      | Thủ Dầu Một      | Gò Đậu Stadium      | Cho Yoon-hwan           |
| TĐCS Đồng Tháp          | Cao Lãnh         | Cao Lãnh Stadium    | Trần Công Minh          |
| Hà Nội                  | Hà Nội           | Hàng Đẫy Stadium    |                         |
| Hoàng Anh Gia Lai       | Pleiku           | Pleiku Stadium      | Choi Yun-gyeom          |
| Khatoco Khánh Hoà       | Nha Trang        | August 19th Stadium | Hoàng Anh Tuấn          |
| Kienlongbank Kiên Giang | Rạch Giá         | Rạch Giá Stadium    | Lại Hồng Vân            |
| Thanh Hóa               | Thanh Hóa        | Thanh Hóa Stadium   | Triệu Quang Hà          |
| NaviBank Sài Gòn        | Hồ Chí Minh City | Thống Nhất Stadium  | Mai Đức Chung           |
| SHB Ðà Nẵng             | Đà Nẵng          | Chi Lăng Stadium    | Lê Huỳnh Đức            |
| Sài Gòn Xuân Thành      | Hồ Chí Minh City | Thống Nhất Stadium  | Trần Tiến Dai (interim) |
| Sông Lam Nghệ An        | Vinh             | Vinh Stadium        | Nguyễn Hữu Thắng        |
| Hà Nội T&T              | Hà Nội           | Hàng Đẫy Stadium    | Phan Thanh Hùng         |
| Vicem Hải Phòng         | Hải Phòng        | Lạch Tray Stadium   | Lê Thụy Hải             |
| The Vissai Ninh Binh    | Ninh Bình        | Ninh Bình Stadium   | Nguyễn Văn Sỹ           |

## Cambiamenti manageriali
| Team               | Manager in uscita | Modalità di partenza | Manager in entrata      |
| ------------------ | ----------------- | -------------------- | ----------------------- |
| Hoàng Anh Gia Lai  | Huỳnh Văn Ảnh     | Contratto terminato  | Choi Yun-gyeom          |
| Vicem Hải Phòng    | Nguyễn Đình Hưng  |                      | Lê Thụy Hải             |
| Sài Gòn Xuân Thành | Lư Đình Tuấn      | Esonerato            | Trần Tiến Đại (interim) |
| TĐCS Đồng Tháp     | Trang Văn Thành   | Esonerato            | Trần Công Minh          |
| Becamex Bình Dương | Đặng Trần Chỉnh   | Esonerato            | Cho Yoon-hwan           |
| Hà Nội             | Nguyen Thanh Vinh | Dimissionario        | Hoa Mạnh Hưng (interim) |

## Classifica
|                    | Pos. | Squadra          | Pt | G  | V  | N  | P  | GF | GS | DR  |
| ------------------ | ---- | ---------------- | -- | -- | -- | -- | -- | -- | -- | --- |
| Vietnam (bandiera) | 1.   | Ðà Nẵng          | 48 | 26 | 14 | 6  | 6  | 47 | 31 | +16 |
|                    | 2.   | Hà Nội T&T       | 47 | 26 | 13 | 8  | 5  | 43 | 35 | +8  |
|                    | 3.   | Xuân Thành       | 46 | 26 | 12 | 10 | 4  | 43 | 23 | +20 |
|                    | 4.   | SLNA             | 41 | 26 | 9  | 14 | 3  | 45 | 31 | +14 |
|                    | 5.   | HAGL             | 39 | 26 | 11 | 6  | 9  | 33 | 33 | +0  |
|                    | 6.   | Bình Dương       | 36 | 26 | 10 | 6  | 10 | 32 | 31 | +1  |
|                    | 7.   | Navibank Sài Gòn | 35 | 26 | 8  | 11 | 7  | 32 | 30 | +2  |
|                    | 8.   | Vissai Ninh Bình | 33 | 26 | 10 | 3  | 13 | 40 | 49 | -9  |
|                    | 9.   | Hà Nội ACB       | 32 | 26 | 9  | 5  | 12 | 46 | 47 | -1  |
|                    | 10.  | Kiên Giang       | 32 | 26 | 9  | 5  | 12 | 30 | 39 | -9  |
|                    | 11.  | Thanh Hóa        | 32 | 26 | 9  | 5  | 12 | 32 | 36 | -4  |
|                    | 12.  | Sanna Khánh Hòa  | 32 | 26 | 9  | 5  | 12 | 34 | 35 | -1  |
|                    | 13.  | Đồng Tháp        | 30 | 26 | 7  | 9  | 10 | 32 | 37 | -5  |
|                    | 14.  | Vicem Hải Phòng  | 14 | 26 | 3  | 5  | 18 | 27 | 59 | -32 |

Legenda:

      Campione del Vietnam 2012, ammessa alla Coppa dell'AFC 2013

      Ammesse alla Coppa dell'AFC 2013

      Retrocessa in Vietnamese First Division 2013

Note:
Tre punti a vittoria, uno a pareggio, zero a sconfitta.